# Kirkfield
Kirkfield est un village situé dans la ville de Kawartha Lakes, dans la province l'Ontario au Canada. Le nom du village a été décidé en 1864, après que le gouvernement ai rejeté nom initial, Novar. Une liste de 8 choix de noms possibles a ensuite été proposé. Le village, composée en majorité d'Écossais à l'époque, ont choisi Kirkfield, d'après Kirk' o' Field à Édimbourg. C'est le lieu de l'École Publique Lady Mackenzie qui recevait en moyenne 450 étudiants et 25 professeurs. Les voyageurs devaient passer par Kirkfield  lors d'un voyage sur la Route 48 (aujourd'hui route de Portage) à l'ouest vers la Route 12 et de l'est vers l'Autoroute 35.
Le village de Kirkfield est situé au nord-ouest de Lindsay à la jonction de Kawartha Lakes Road 48 et Kawartha Lakes Route 6 (anciennement les autoroutes 48 et 503, respectivement).

## Personnalités
- Sir William Mackenzie[2]